# Elizabeth Sumner
Elizabeth Sumner Chapman Achuck Lapana Keawepoʻoole (Honolulu, 24 de dezembro de 1851 – 22 de fevereiro de 1911) foi uma alta-chefe havaiana durante o reino havaiano e dama de companhia da princesa Likelike. Uma compositora talentosa, compôs com a rainha Liliʻuokalani a popular canção de amor Sanoe, que tratava de um caso de amor na corte real havaiana na década de 1870.

## Primeiros anos
Nascida em 24 de dezembro de 1851, na cidade de Honolulu, na ilha de Oahu, era filha de William Keolaloa Kahānui Sumner, um ali'i de ascendência parcialmente havaiana e de sua parceira de punalua (dois ou mais cônjuges), Haa Maore aka Mauli Tehuiarii, uma princesa do Taiti e irmã da legítima esposa de Sumner, Manaiula Tehuiarii. Ela era descendente de havaianos, taitianos e ingleses.
Seu pai, o alto chefe William K. K. Sumner (1816-1885), era o filho mais velho da alta chefe Keakuaaihue Kanealai Hua e do capitão britânico William Sumner (1786-1847), de Northampton. O capitão Sumner chegou ao Havaí em 1807 como camareiro. Amigo de Kaumualii, rei de Kauai, tornou-se capitão da marinha do rei Kamehameha I, que uniu as ilhas havaianas em 1810. Sumner foi capitão da escuna do governo Waverly e deportou os membros do partido dos missionários católicos liderados por Alexis Bachelot e Patrick Short em 1831. Hua, sua avó paterna, era prima e hānai (adotiva) da alta chefe Ahia Beckley, esposa do capitão George Charles Beckley, um dos renomados designers da bandeira do Havaí. Relacionada com os Kamehamehas através de Uminuikukaailani, sua avó descendia dos famosos gêmeos Kahānui e Kaha‘opulani, os chefes Kohala que criaram Kamehameha durante sua infância. Elizabeth frequentou o Oahu College de 1864 a 1865.
A meia-irmã paterna mais velha de Elizabeth era Nancy Wahinekapu Sumner (1839-1895) – suas mães eram irmãs. A ascendência de sua família e a conexão com as famílias dominantes do Havaí e do Taiti permitiram que as duas irmãs se associassem com muitos membros da família real do Havaí. Nancy era uma dama de destaque da corte durante os reinados do rei Kamehameha IV e do rei Kamehameha V, servindo como dama de companhia da rainha Emma e amiga íntima da princesa Victoria Kamāmalu. A meia-irmã mais velha de Elizabeth, Sarah Chapman Weed, filha da princesa Mauli e William Chapman, era associada da rainha Emma. Sarah teve uma relação antagônica com Nancy e um conflito verbal entre elas iniciou uma brecha nos dois lados da família. Essa disputa familiar resultou no despejo de Mauli e Sarah de sua casa na Ilha Sumner (uma antiga ilhota em Pearl Harbor) pela mãe de Nancy, Manaiula. Posteriormente, Elizabeth decidiu renunciar ao sobrenome Sumner em favor de Chapman.